# Firmino Monteiro
Antônio Firmino Monteiro (Rio de Janeiro, 22 février 1855 - Niterói, 3 juillet 1888) est un peintre brésilien du XIXe siècle. Il peint principalement des paysages et des scènes pittoresques de Rio de Janeiro dans la seconde moitié du XIXe siècle.

## Biographie
Pauvre, il travaille comme commis, relieur et imprimeur. Ses études d'art commencent tard. Dans les années 1870, il entre à l'Académie impériale des Beaux-Arts (AIBA), où il a comme maîtres Victor Meirelles, Agostinho José da Mota, Pádua e Castro et Zeferino da Costa . A l'AIBA, il s'intéresse aux disciplines du dessin et de la peinture d'histoire, cette dernière qui déterminera plus tard le thème de ses productions . L'hétérogénéité de la population étudiante de l'Académie en fait un espace qui a permis l'ascension sociale, ce qui a amené Monteiro à l'identifier comme une opportunité de changer son statut dans la société. 

## Critique
Le critique José Teixeira Leite analyse la technique utilisée par Antônio Firmino Monteiro dans ses paysages, mettant en évidence «l'intégration soignée et parfaite des plans» et évoque le lyrisme et la mélancolie apportés par les œuvres, qu'il définit comme «une tristesse». Pour le critique, il y a aussi une nostalgie, mais sans tomber dans la sentimentalité, "résolue de manière supérieure en ce qui concerne la couleur, le dessin, la texture, la composition". Duque Estrada aborde la question de la mélancolie, "un sentiment finement mélancolique".